# 불 회오리

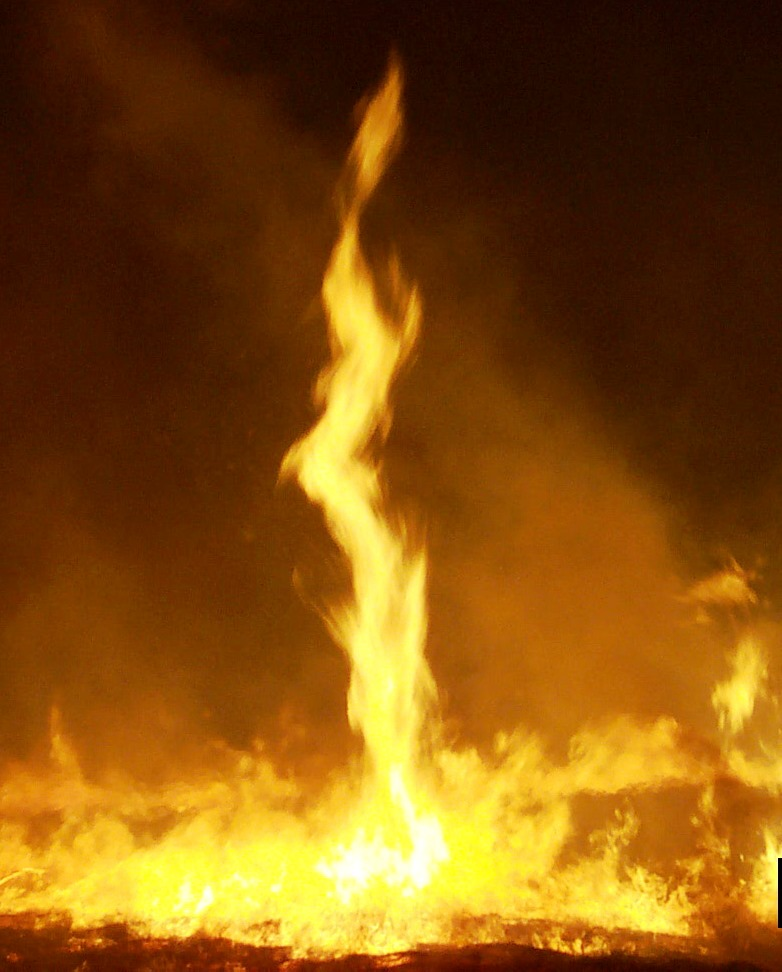

불 회오리 또는 불 소용돌이(Fire Wirl)는 불에 의해 유도되는 회오리바람이며 종종 (적어도 부분적으로) 불꽃이나 재로 구성된다. 이는 종종 연기로 눈에 띄는 바람의 소용돌이로 시작되며, 강렬한 열기와 난류 조건이 결합되어 소용돌이치는 공기 소용돌이를 형성할 때 발생할 수 있다. 이 회오리는 파편과 가연성 가스를 빨아들이는 토네이도 같은 소용돌이로 수축될 수 있다.
이 현상은 때때로 화재 토네이도(fire tonado), 파이어네이도(firenado), 화재 소용돌이(fire swirl) 또는 화재 트위스터(fire twister)로 분류되지만 이러한 용어는 일반적으로 화재가 실제 토네이도를 생성할 정도로 강도가 높은 별도의 현상을 나타낸다. 대부분의 경우 소용돌이가 표면에서 구름 바닥까지 확장되지 않기 때문에 불 회오리는 일반적으로 토네이도로 분류되지 않는다. 또한 그러한 경우에도 불 회오리는 고전적인 토네이도인 경우가 거의 없다. 그 회오리는 토네이도 중간 사이클론이 아니라 표면 바람과 열에 의한 리프팅에서 파생되기 때문이다.
이 현상은 2003년 캔버라 산불에서 처음 확인되었으며 이후 2018년 캘리포니아의 카 화재(Carr Fire)와 2020년 캘리포니아와 네바다의 로열튼(Loyalton) 화재에서도 확인되었다.

## 같이 보기
- 회오리바람
- 용오름